# Takashi Shiina
Takashi Shiina (椎名高志 Shiina Takashi?) nacido el 24 de junio de 1965 en Osaka, Japón. Es un mangaka japonés, reconocido por crear la serie Ghost Sweeper Mikami.

## Biografía
Shiina comenzó como mangaka en la revista Shōnen Sunday en 1989, pero principalmente empezó primero como asistente de Toshio Nobe. Publicó una antología de varias historias cortas, conocida por Shiina Department Store. Eventualmente, uno de estos one-shots, trata sobre una bella exorcista que ama el dinero junto a su compañera lasciva, ahí se convertiría en la base de su obra más conocida Ghost Sweeper Mikami, en español como Cazafantasmas Mikami, fue publicado en 1991 hasta 1999, el manga se hizo muy popular dentro y fuera de Japón, incluyendo una serie de anime en 1993, una película, y merchandise de la serie.
En 1993, Shiina recibió el Premio Shōgakukan en la categoría de mejor Manga Shōnen. Después de la finalización de la serie Ghost Sweeper Mikami, y a inicios de la década del 2000, intentó crear nuevas series para la editorial, como Mister Japan en 2000 y Ichiban-yu no Kanata en 2002. Incluyendo a GS Holmes: ¡Gokuraku Taisakusen!, una versión alternativa de Sherlock Holmes, coprotagonizada por la androide Maria, de la serie Ghost Sweeper Mikami, publicado en 2004.
En 2003, Shiina presentó varias ideas para la revista Shōnen Sunday, una de ellas es: Zettai Karen Children, que trata sobre tres chicas jóvenes con grandes poderes psíquicos y ambiciones aterradoras. Publicado en 2005 y en la actualidad el manga aún se sigue publicando. Se hizo un anime en 2008, una novela ligera y un videojuego de la serie en formato RPG, para la Nintendo DS.

## Obras
- Shiina Department Store (1991)
- Ghost Sweeper Mikami (1991-1999)
- Mister Japan (2000)
- Ichiban-yu no Kanata (2002)
- GS Holmes Gokuraku Taisakusen!! (2004)
- Zettai Karen Children (2005-2021)
- Hanyo no Yashahime (adaptación a manga) (2021-presente)